# Sayaji Rao III Gaikwar
Farzand-i-Khas-i-Daulat-i-Inglishia Shrimant Maharaja Sir Sayaji Rao III Gaikwar Sena Khas Khel Shamsher Bahadur fou maharaja of Baroda i cavaller de l'imperi britànic (GCSI 15 de febrer de 1887, GCIE 1 de gener de 1919).
Va néixer a Kavlana el [10 de març] de 1863 amb el nom de Shrimant Gopal Rao Gaikwar i era el fill segon de Meherban Shrimant Kashirao Bhikaji Rao [Dada Sahib] Gaikwar. El govern britànic el va escollir com a successor de Malhar Rao Gaikwar que havia estat deposat el 13 de gener de 1875. Als efectes oportuns fou anomenada la maharani Shrimant Akhand Soubhagyavati Maharani Jamnabai Sahib Gaikwar, (nascuda 1853 i morta 29 de novembre de 1898), vídua de Khande Rao Gaikwar i filla de Shrimant Sardar Madhavrao Babujirao Puar Vishwasrao Bahadur de Supa (a Dewas) que va adoptar formalment a Gopal Rao Gaikwar, que era un parent llunyà (17 de maig de 1875) i fou proclamat maharaja a Baroda el 16 de juny de 1875. La maharani va rebre la regència el 19 d'abril de 1875 i la va tenir fins que el fill adoptiu fou declarat major d'edat el 28 de desembre de 1881 i va rebre plens poders. L'endemà (29 de desembre) va rebre el títol de Farzand-i-Khas-i-Daulat-i-Inglishia. El seu títol principal era maharaja i la salutació a la que tenia dret era de 21 canonades.
Durant la seva minoria l'administració fou dirigida pel diwan Raja Sir T. Madhava Rao i es van iniciar reformes amb resultats favorables, restaurant les finances a un bon estat al cap de poc temps amb un bon sistema de recaptació; les taxes injustes foren abolides, i la policia, el poder judicial, i els serveis mèdics i d'educació foren reorganitzats; el ferrocarril fou ampliat i es van construir molts edificis públics. El 1877 totes les viles de més de deu mil habitants foren declarades municipalitats (excepte Dwarka).
El 1899 Baroda va tornar a passar a dependre del govern general de l'Índia; aquell mateix any va fallar el monsó i una epidèmia de fam terrible es va abatre al país (1899 i 1900). El maharaja va assistir als durbars de Delhi de 1877, 1903 i 1911 i a la coronació de Jordi VI d'Anglaterra com a emperador i de la reina Elisabet II d'Anglaterra com emperadriu (a Londres) el 1937 i va representar a l'Índia a la conferència imperial de Londres de 1937. Va morir a Gopal Bhavan, Malabar, Bombai, el 6 de febrer de 1939 i el va succeir el seu net Pratap Singh Rao Gaikwar (fill del tercer fill, ja que els dos grans havien premort sense fills, però el tercer havia premort deixant un fill; altres fills havien mort i el que no ho havia fet va morir d'accident el 1940). Es va casar dues vegades i va tenir quatre fills i tres filles.